# キース・バーキンショー
ハリー・キース・バーキンショー（Harry Keith Burkinshaw, 1935年6月23日 - ）は、イングランド・サウス・ヨークシャー・ハイアム出身の元サッカー選手、サッカー監督。ポジションはDF。

## 経歴
1953年にリヴァプールFCに加入し、1試合に出場した後、1957年に3000ポンドでイングランド4部リーグのワーキントンAFCへ移籍。ここでポジションを掴むと1963-64シーズンには3部リーグ昇格に貢献した。翌1964-65シーズンは選手兼任監督として指揮を取り、チームを3部リーグ残留に導いた。
選手引退後は1976年にトッテナム・ホットスパーFCの監督に就任した。1977年にチームを1949-50シーズン以来の2部降格に導いてしまうが、1年で昇格させると、1980-81シーズンに14年ぶりのFAカップ優勝に導いた。翌1981-82シーズンにもカップを優勝し、1960-61,1961-62シーズン以来の連覇に導いた。1983-84シーズンには12年ぶり2度目のUEFAカップ優勝に導いた。

## タイトル
トッテナム
- FAカップ:1980-81,1981-82
- チャリティ・シールド:1981
- UEFAカップ:1983-84

スポルティング
- スーペルタッサ・カンディド・デ・オリベイラ:1987-88